# Asztalitenisz a 2015. évi Európa-játékokon
A 2015. évi Európa-játékokon az asztaliteniszben összesen 4 versenyszámot rendeztek. Az asztalitenisz versenyszámait június 13. és 19. között tartották.

## Eseménynaptár
| Cs | Csoportkör | N | Negyeddöntők | E | Elődöntők | D | Döntő |

| Versenyszám  | június | június | június | június | június | június | június | június | június | június | június | június | június | június |
| Versenyszám  | 13     | 13     | 14     | 14     | 15     | 15     | 16     | 16     | 17     | 17     | 18     | 18     | 19     | 19     |
| ------------ | ------ | ------ | ------ | ------ | ------ | ------ | ------ | ------ | ------ | ------ | ------ | ------ | ------ | ------ |
| 0Férfi egyes |        |        |        |        |        |        | Cs     | Cs     | Cs     | Cs     | Cs     | N      | E      | D      |
| 0Női egyes   |        |        |        |        |        |        | Cs     | Cs     | Cs     | Cs     | Cs     | N      | E      | D      |
| 0Férfi páros | Cs     | Cs     | N      | E      | D      | D      |        |        |        |        |        |        |        |        |
| 0Női páros   | Cs     | Cs     | N      | E      | D      | D      |        |        |        |        |        |        |        |        |

## Éremtáblázat
|          | Ország                 | Arany | Ezüst | Bronz | Összesen |
| 1.       | Németország (GER)      | 2     | 0     | 0     | 2        |
| 2.       | Hollandia (NED)        | 1     | 2     | 0     | 3        |
| 3.       | Portugália (POR)       | 1     | 0     | 0     | 1        |
|          |                        |       |       |       |          |
| 4.       | Fehéroroszország (BLR) | 0     | 1     | 0     | 1        |
| 5.       | Franciaország (FRA)    | 0     | 1     | 0     | 1        |
|          |                        |       |       |       |          |
| 6.       | Ausztria (AUT)         | 0     | 0     | 1     | 1        |
|          | Csehország (CZE)       | 0     | 0     | 1     | 1        |
|          | Törökország (TUR)      | 0     | 0     | 1     | 1        |
|          | Ukrajna (UKR)          | 0     | 0     | 1     | 1        |
| Összesen | Összesen               | 4     | 4     | 4     | 12       |

## Érmesek

### Férfi
| versenyszám | arany                                                             | ezüst                                                                   | bronz                                                            |
| Egyes       | Dimitrij Ovtcharov · Németország (GER)                            | Vladimir Samsonov · Fehéroroszország (BLR)                              | Lei Kou · Ukrajna (UKR)                                          |
| Csapat      | Portugália (POR) · Tiago Apolonia · Marcos Freitas · Joao Geraldo | Franciaország (FRA) · Adrien Mattenet · Simon Gauzy · Emmanuel Lebesson | Ausztria (AUT) · Daniel Habesohn · Robert Gardos · Stefan Fegerl |

### Női
| versenyszám | arany                                                       | ezüst                                              | bronz                                                                  |
| Egyes       | Jiao Li · Hollandia (NED)                                   | Jie Li · Hollandia (NED)                           | Melek Hu · Törökország (TUR)                                           |
| Csapat      | Németország (GER) · Ying Han · Xiaona Shan · Petrissa Solja | Hollandia (NED) · Jiao Li · Jie Li · Britt Eerland | Csehország (CZE) · Hana Matelova · Renata Strbikova · Iveta Vacenovská |